# Volkswagen T-Cross
De Volkswagen T-Cross is een mini-SUV van de Duitse autofabrikant Volkswagen die in april 2019 werd geïntroduceerd. Volkswagen plaatst het model onder de T-Roc.

## Geschiedenis
De T-Cross startte als vervanging voor de Taigun, een project dat in 2012 werd getoond en uiteindelijk werd geannuleerd. De Taigun was gebaseerd op de Up! en had een lengte van 3,9 meter. Het model was bestemd voor Europa, Brazilië en India, en moest in 2016 in productie gaan.
Na een studie werd de Taigun te klein bevonden en Volkswagen ging zich richten op de ontwikkeling van een Polo in SUV-vorm, die uiteindelijk het daglicht zag in de vorm van de T-Cross.
In 2016 werd de T-Cross voor het eerst getoond als conceptauto tijdens de Autosalon van Genève. In tegenstelling tot het uiteindelijke productiemodel toonde VW hier een cabriolet onder de naam T-Cross Breeze.
Een productieversie van de T-Cross werd getoond op 25 oktober 2018 in drie steden op drie continenten; Amsterdam, Shanghai en São Paulo.

## Beschrijving
De T-Cross wordt gepositioneerd onder de T-Roc als een instapmodel en wordt gefabriceerd in Pamplona, Spanje.
Volkswagen promoot de T-Cross als een praktische familieauto met hogere instap voor jonge gezinnen en ouderen.
Er werden vier motortypen aangekondigd, waarvan slechts een 1,6 TDI-dieselmotor met 70 kW. De andere typen zijn een driecilinder 1,0-liter TSI turbomotor met 70 kW of 85 kW, en een 1,5-liter TSI benzinemotor met 110 kW.
Alle versies van de T-Cross zijn voorwielaangedreven en zijn leverbaar met een vijf- of zesversnellingsbak of een DSG-transmissie.

## Galerij

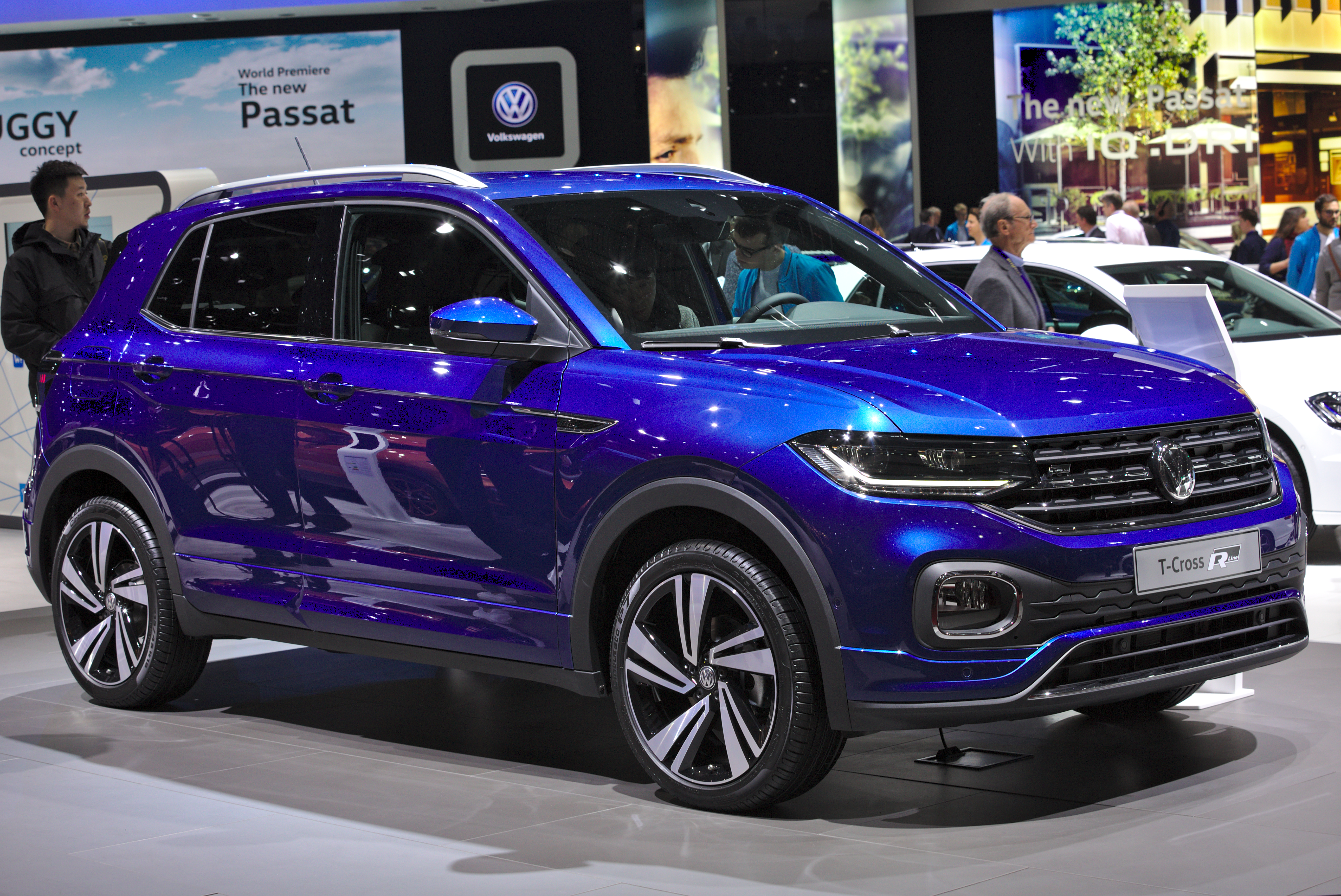
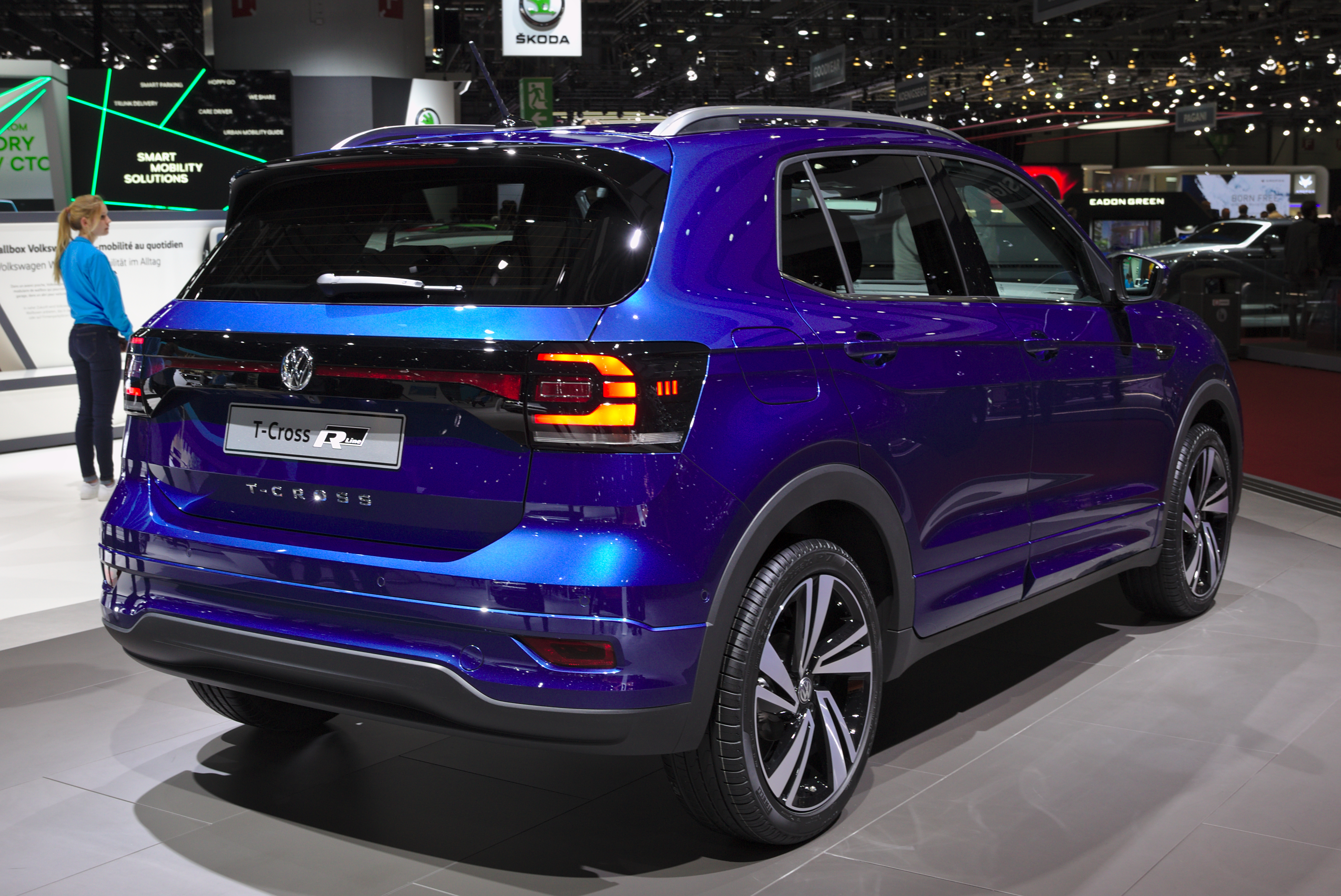
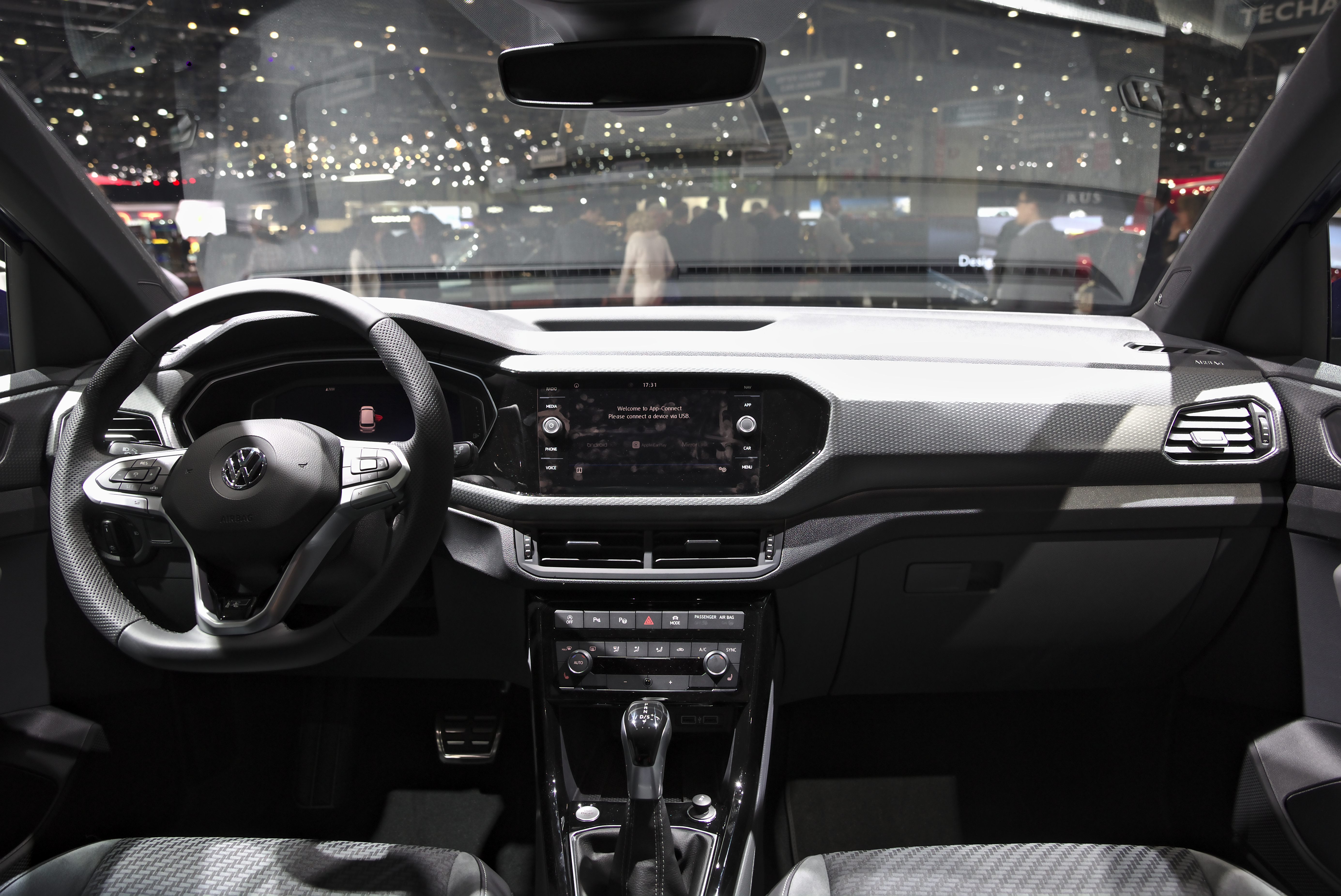